# Даутерм А
Даутерм А (англ. Dowtherm A, Therminol-VP1, динил) — высокотемпературный органический теплоноситель, применяемый в нефтехимической промышленности.

## Свойства
Даутерм А является азеотропной смесью 26,5 % дифенила и 73,5 % дифенилового эфира (дифенилоксида). Представляет собой прозрачную жидкость янтарного цвета. При атмосферном давлении температура плавления даутерма А составляет 12 °C, температура кипения — 258 °C. При 380—400 °C даутерм А начинает разлагаться и коксоваться, что ограничивает верхний температурный предел его применения. При наличии следов кислорода скорость его термической деструкции заметно возрастает.

## Применение
Даутерм А служит высокотемпературным теплоносителем как в жидком, так и, предпочтительно, в парообразном состоянии. При одинаковом давлении равные объёмы пары воды и даутерма А имеют близкое содержание тепла. Используется для нагрева среды свыше 280 °C, для менее высоких температур применять его нецелесообразно вследствие наличия более эффективных и дешёвых теплоносителей. Для нагревания и испарения даутерма А широко применяются газовые печи.
Его преимуществом служит то, что он имеет низкую температуру плавления, не обладает коррозионной активностью и не образует плёнки на нагреваемой поверхности, а при застывании уменьшается в объёме, а не расширяется как вода. При разложении более 15 % даутерма А необходима его очистка от продуктов распада.

## Меры предосторожности
Даутерм А малотоксичен, но обладает сильным неприятным запахом. Пожароопасен, горит сильно коптящим пламенем, легко тушится водой и струёй водяного пара. Твёрдый даутерм А при расплавлении увеличивается в объёме, что при неправильном нагреве застывшего теплоносителя может привести к разрыву трубопроводов и аппаратов, поэтому разогревать их следует постепенно по всей длине. Даутерм А очень текуч, поэтому системы с его циркуляцией должны иметь минимальное количество фланцевых соединений. Технологическая схема установки должна предусматривать ёмкость для его аварийного слива.